# Symonides
Symonides z Keos (stgr. Σιμωνίδης, ok. 556–468 p.n.e.) – liryk grecki pochodzący z wyspy Keos, pierwszy poeta, dla którego tworzenie poezji stało się źródłem utrzymania. Był autorem pieśni chóralnych, dytyrambów, hymnów, skolii, trenów, epinikii, enkomii, peanów oraz elegii. Uznawany jest za twórcę epigramu jako gatunku literackiego.
Znane były jego powiedzenia, np. „milcząca poezja” (malarstwo) czy „mówiące malarstwo” (poezja). Jego autorstwa jest też sentencja Nic co ludzkie nie jest wolne od trosk. Sławne były jego epigramy, zwłaszcza napis na grobie Leonidasa.

ὦ ξεῖν', ἀγγέλλειν Λακεδαιμονίοις ὅτι τῇδε / κείμεθα τοῖς κείνων ῥήμασι πειθόμενοι.
trb. o ksejn', angellejn Lakedajmoniojs oti tede / kejmetha tojs kejnon remasi pejthomenoj.
(dosł. O cudzoziemcze, powiedz Lacedemończykom, że / wierni ich prawom tu leżymy)
Przechodniu! Powiedz Sparcie: tu leżym, jej syny / prawom jej do ostatniej posłuszni godziny.

Twórczość Symonidesa miała wzbudzić współczucie: lamenty kejskie, łzy symonidejskie to określenia odnoszące się do trenów, które tworzył.
Z jego dzieł zachowało się 65 fragmentów.
W Polsce, w Wiźnie (koło Łomży) na pomniku zamordowanych patriotów polskich, znajduje się równie bliski temu z Termopil epigram Symonidesa: Przechodniu, powiedz Ojczyźnie, iż wierni jej prawom tu spoczywamy.